# Cézium
A cézium (latinul: Caesium) a periódusos rendszer 55. rendszámú kémiai eleme, vegyjele Cs. Az I. főcsoportba, az alkálifémek közé tartozik. Elemi állapotban ezüstös színű, lágy, jól nyújtható könnyűfém. Reakcióképessége rendkívül nagy, a vízzel robbanás kíséretében heves reakcióba lép. Pollucitból (CsAlSi2O5) állítható elő.

## Felfedezése
Neve a latin caesius („égkék”) szóból ered.  1860-ban fedezte fel Robert Bunsen és Gustav Kirchhoff az általuk kifejlesztett színképelemzéssel. Innen kapta latin eredetű nevét. Szintén ők fedezték fel 1861-ben a rubídiumot (Rb).

## Jellemzői
Levegővel érintkezve gyorsan oxidálódik, meggyullad. Kevés oxigén (O2) jelenlétében cézium-oxid (Cs2O), sok oxigén jelenlétében cézium-peroxid (Cs2O2) keletkezik. Hidrogénnel (H2) már 300 °C-on cézium-hidrid (CsH) keletkezése közben reagál. Vegyületei ionkötésűek (például cézium-jodid, CsI), kis elektronegativitása miatt vegyületeiben az oxidációs száma mindig +1. Vegyületei a színtelen lángot kékes ibolyára színezik.
Hidroxidionnal (OH−) alkotott vegyülete, a cézium-hidroxid (CsOH) erős lúg. Az üveg felszínét sebesen marja.

### Jelentősebb vegyületei
- Cézium-borohidrid – CsBH4
- Cézium-karbonát – Cs2CO3
- Cézium-klorid – CsCl
- Cézium-fluorid – CsF
- Cézium-jodid – CsI
- Cézium-jodát – CsIO3
- Cézium-nitrát – CsNO3
- Cézium-oxid – Cs2O
- Cézium-antimonid – Cs3Sb
- Cézium-hidroxid – CsOH
- Cézium-hidrid – CsH
- Cézium-perklorát – CsClO4

## Izotópjai
Csak egy természetes izotópja van, ún. tiszta elem. Mesterséges izotópjai közül jelenleg mintegy 39-et ismerünk. A legtöbb Cs-izotóp báriummá (Ba), illetve xenonná (Xe) alakul.

## Felhasználása
- Atomórákban, mint az SI-mértékegységrendszer alapegysége a másodperc definíciója: A másodperc az alapállapotú 133Cs két hiperfinom energiaszintje közötti átmenetnek megfelelő sugárzás 9 192 631 770 periódusának időtartama.
- A 134Cs izotópot a hidrológia területén használják fel a céziumfelhasználás mértékeként.
- Egyes vegyületét (CsBH4) szilárd rakéta-üzemanyagként hasznosítják.
- Az egészségügy terén is jelentős szerepet tölt be, hiszen a radioaktív céziumizotópok sugárzását felhasználják a rák egyes típusainak sugárterápiájában.[5]
- Számos magnetométerben céziumgőzt használnak.[7]